# Alessandro Capone
Pour les articles homonymes, voir Capone.
Alessandro Capone, né à Rome le 25 juillet 1955, est un scénariste et metteur en scène de théâtre, cinéma et télévision italien.

## Filmographie

### Cinéma
- 1986 : Body Count (Camping del terrore) — scénariste seulement
- 1989 : Ensorcelées (Streghe)
- 1991 : Les Secrets professionnels du Dr Apfelglück
- 1995 : Uomini sull'orlo di una crisi di nervi
- 2000 : Delitto in prima serata
- 2009 : L'Amour caché (L'amore nascoto)
- 2009 : Feisbum
- 2012 : E io non pago (it)
- 2014 : 2047: The Final War
- 2015 : Body of Deceit

### Télévision
- 1993 : Extralarge : Indians
- 1993 : Extralarge : Condor Mission
- 1993 : Extralarge : Lord of the Sun
- 1993 : Extralarge : Diamonds
- 1993 : Extralarge : Ninja Shadow
- 1993 : Extralarge : Gonzales' Revenge
- 1998 : Tutti gli uomini sono uguali (feuilleton)
- 2000 : Prigioniere del cuore
- 2001 : Il commissario (série)
- 2002 : Per amore per vendetta II
- 2005 : Orgoglio (série)
- 2007 : Julia Corsi, commissaire (Distretto di polizia) (série)
- 2010 : I delitti del cuoco (série)

## Théâtre
- 1993 : Uomini sull'orlo di una crisi di nervi